# Senecio niveus
Senecio niveus là một loài thực vật có hoa trong họ Cúc. Loài này được (Thunb.) Willd. miêu tả khoa học đầu tiên.